# Newman/Haas Racing

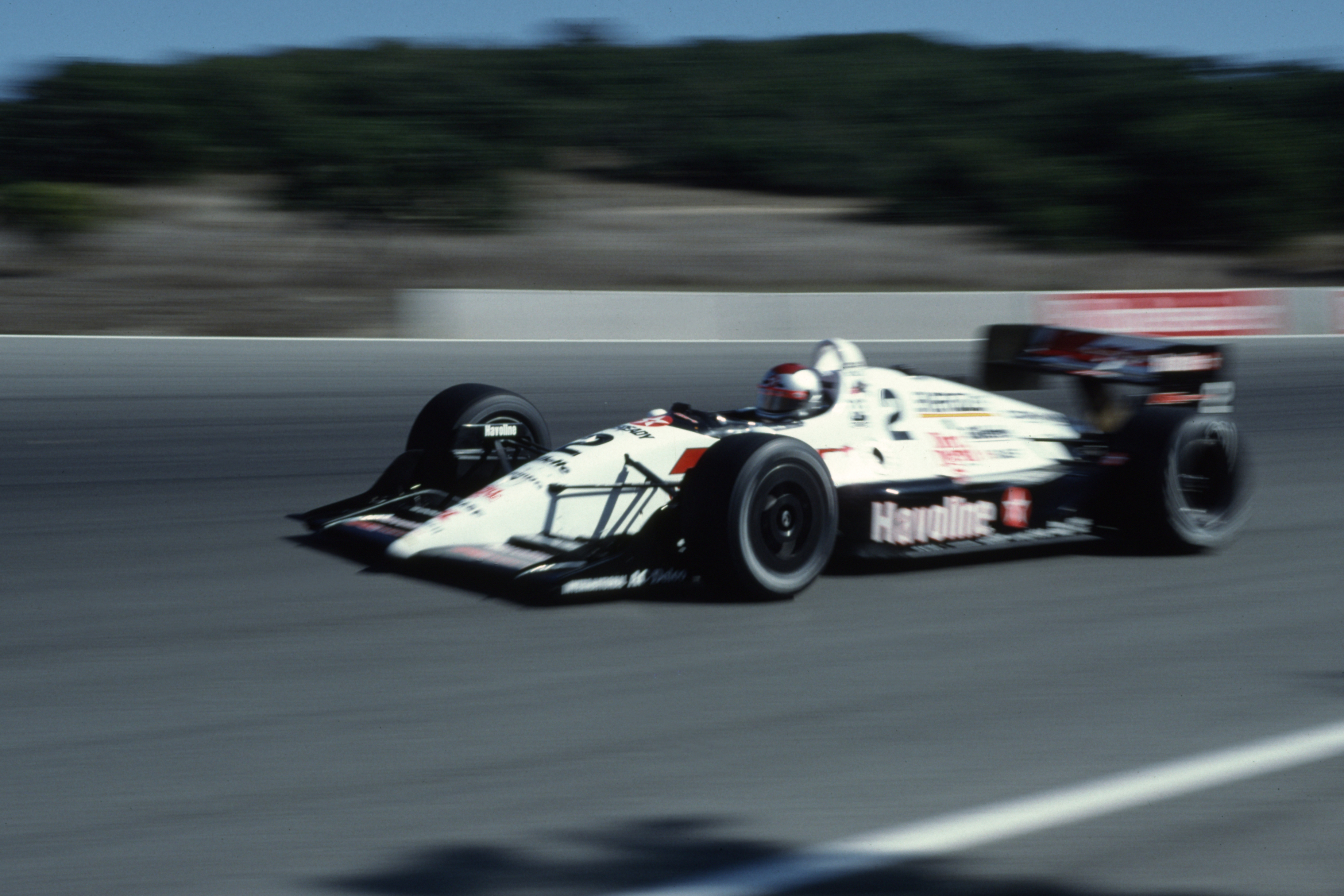
Michael Andretti in Monterrey 1991

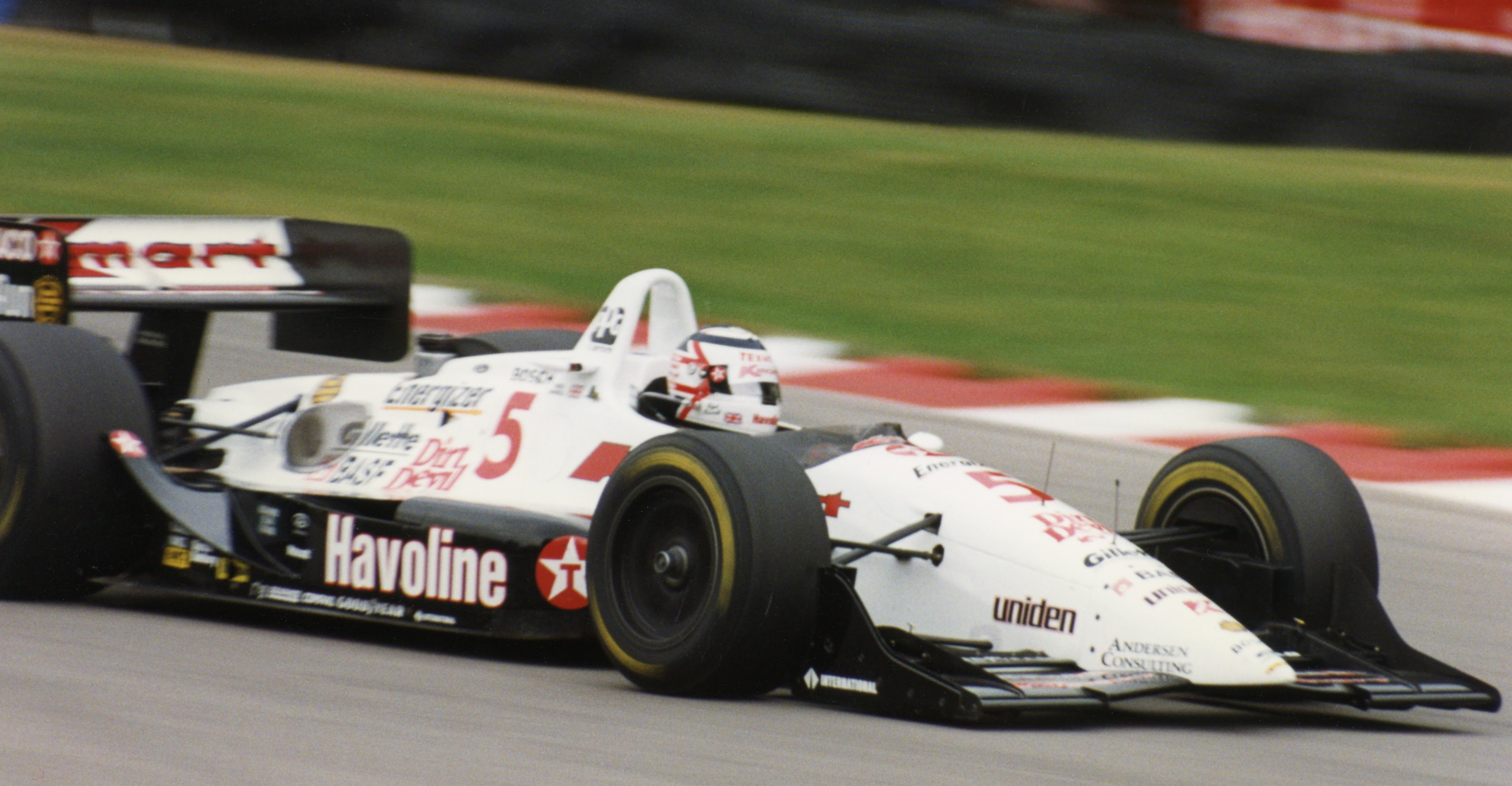
Nigel Mansell in Mid-Ohio 1993

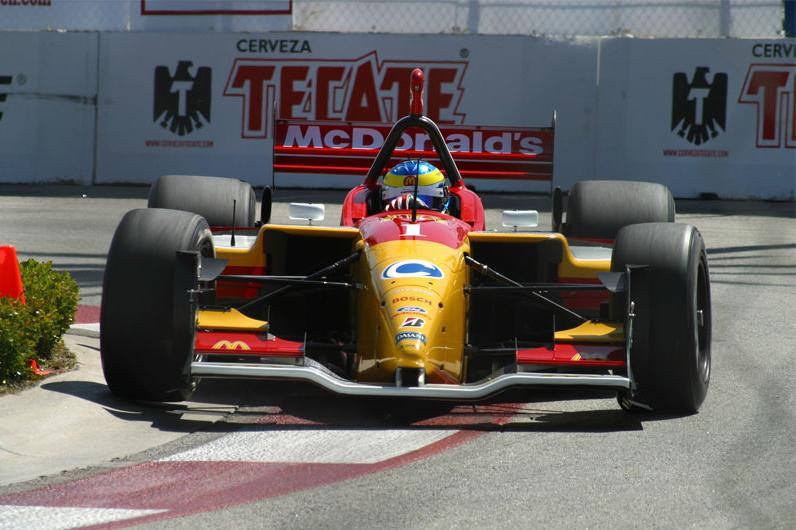
Sébastien Bourdais, der erfolgreichste Fahrer des Teams, im Jahr 2005

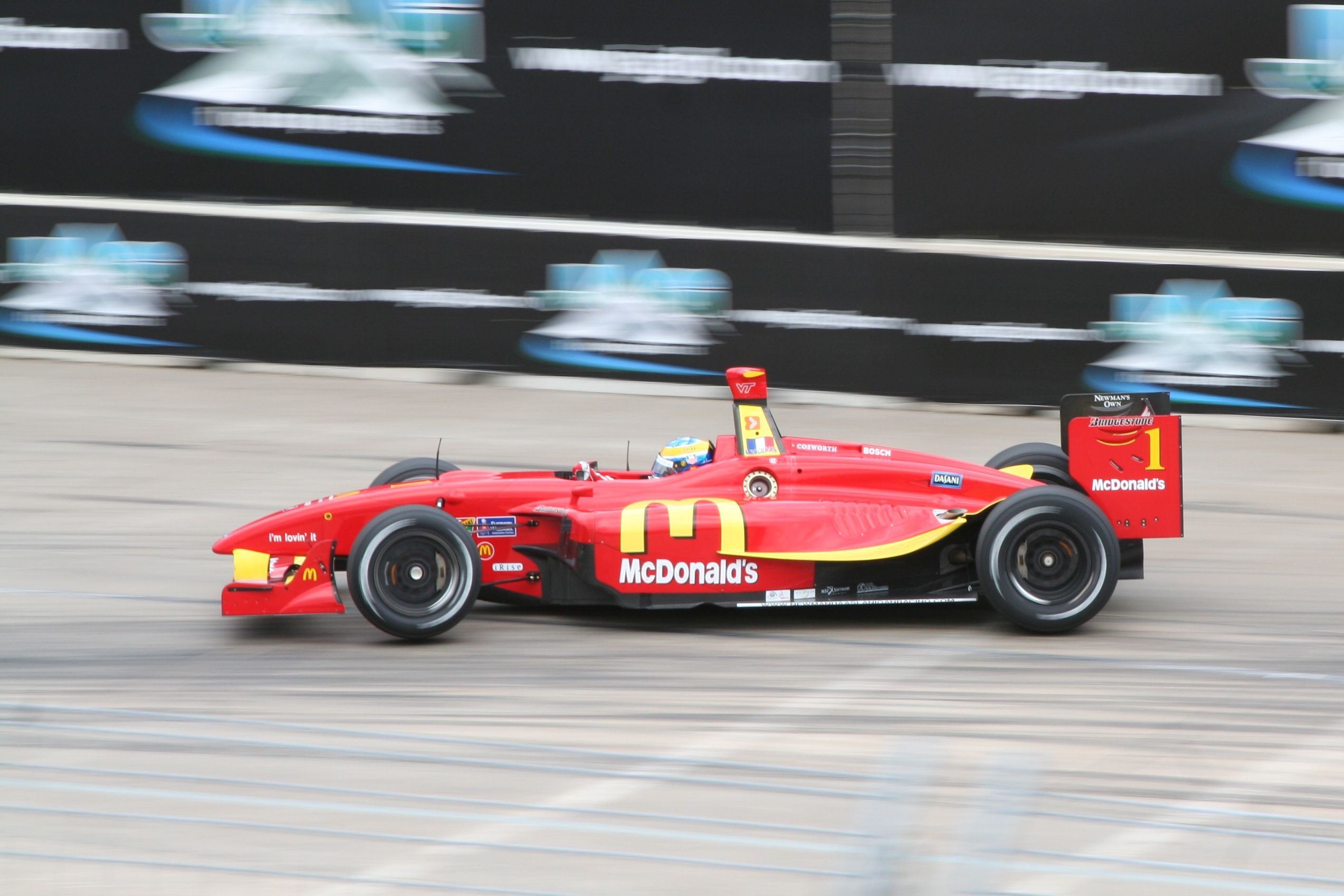
Bourdais im Champ-Car-Panoz 2007

Newman/Haas Racing war ein Motorsport-Rennteam aus der US-amerikanischen IndyCar Series. Namensgeber und Besitzer des Teams waren der 2008 verstorbene Schauspieler Paul Newman sowie der 2016 verstorbene Carl Haas, der das Team 1983 mitgründete. Das Team hatte zwischen 2007 und 2010 einen dritten Besitzer, Mike Lanigan, deshalb lautete der offizielle Name des Teams in dieser Zeit Newman/Haas/Lanigan Racing. Sitz des Teams war in Lincolnshire, Illinois.
Es nahm von 1983 bis 2007 an der CART-Serie und von 2008 bis 2011 an der IndyCar Series teil. Er gewann acht Fahrertitel und 107 Rennsiege. Beim Indianapolis 500 erreichte das Team jedoch zwei zweite Plätze als sein bestes Ergebnis.
Für das Team fuhren Fahrer wie Mario Andretti, Michael Andretti, Nigel Mansell, Sebastien Bourdais, Paul Tracy, Cristiano da Matta und Christian Fittipaldi, unter anderem.

## Geschichte

### 1983–1993
1983 begann Newman/Haas in der CART-Serie mit Mario Andretti als Stammfahrer. Das Team fuhr mit Lola-Chassis und Cosworth-Motoren. Mit zwei Siegen, sechs Podiumsplätzen, einem vierten und einem fünften Platz wurde er Dritter in der Meisterschaft. Im folgenden Jahr gewann Mario sechs Rennen und belegte zwei zweite Plätze, um CART-Champion zu werden, wobei er Tom Sneva um 13 Punkte schlug. 1985 konnte er den Titel nicht erfolgreich verteidigen, Andretti wurde mit drei Siegen, einem zweiten und einem dritten Platz Fünfter in der Meisterschaft.
Der Fahrer erzielte zwei Siege, zwei dritte, zwei vierte und zwei fünfte Plätze im Jahr 1986, wobei er in der Gesamtwertung erneut Fünfter wurde. 1987 nahmen Mario und das Team Rennen mit Chevrolet-Motoren teil. Er führte 170 Runden beim Indianapolis 500, musste aber wegen einer gebrochenen Ventilfeder ausscheiden. In der Rest der Saison erzielte er zwei Siege, einen zweiten Platz und einen vierten Platz und beendete die Saison als Gesamtsechster. Der Fahrer wurde 1988 Fünfter mit zwei Siegen und sieben Podiumsplätzen.
Im folgenden Jahr hatte das Team zwei Autos. Der Teamkollege von Mario Andretti war sein Sohn Michael. Michael sammelte zwei Siege, wurde in zwei Rennen Zweiter und in zwei weiteren Dritter und beendete die Meisterschaft als Dritter. Mario belegte zwei zweite Plätze, zwei dritte, einen vierten und einen fünften Platz und wurde damit Sechster in der Meisterschaft.
1990 siegte Michael in fünf Rennen und wurde sechs weitere Male Fünfter oder besser. Seine Ergebnisse reichten jedoch nicht aus, um Al Unser junior zu besiegen und er wurde Vizemeister. Andererseits hatte Mario vier Podiumsplätze, vier vierte Plätze und zwei fünfte Plätze für Platz sieben in der Meisterschaft.
Michael Andretti gewann den Titel 1991 mit 8 Rennsiegen, einem zweiten Platz in Indianapolis und zwei dritten Plätzen. Er gewann auch die Marlboro Challenge. Andererseits holte Mario vier Podiumsplätze und wurde Siebter in der Meisterschaft. 1992 wechselte das Team zu Ford-Motoren. Michael sammelte fünf Siege, drei zweite Plätze und zwei vierte Plätze. Allerdings konnte er den Titel nicht verteidigen, da er fünfmal ausfiel, und wurde mit 192 zu 196 Punkten Vizemeister hinter Bobby Rahal. Beim Indianapolis 500 führte Michael 160 der 200 Runden an, musste das Rennen aber 11 Runden vor Schluss wegen eines mechanischen Defekts aufgeben. Andererseits kam Mario in Laguna Seca als Zweiter, in Toronto als Vierter und in vier weiteren Rennen als Fünfter ins Ziel und wurde damit Gesamtsechster.
Michael Andretti verließ 1993 CART, um sein Debüt in der Formel 1 zu absolvieren, und als Ersatz für ihn verpflichtete das Team den damals amtierenden Formel-1-Champion Nigel Mansell. Mansell gab sein Debüt mit einem Sieg in Surfers Paradise. Es folgten vier weitere Siege, zwei zweite Plätze und drei dritte Plätze (einer davon beim Indianapolis 500), und wurde er mit 191 zu 183 Punkten Gesamtsieger vor Emerson Fittipaldi. Mario Andretti erzielte in Phoenix einen Sieg, der sein letzter in der CART war. Er beendete die Meisterschaft als Sechster mit drei Podiumsplätzen und sieben Top-5-Platzierungen.
Im Folgejahr konnte Mansell den Titel nicht erfolgreich verteidigen und erzielte nur zwei zweite und einen dritten Platz. Allerdings hatte er sieben Ausfälle und beendete die Saison auf dem achten Platz. Marios Saison hingegen war seine letzte in der CART. Er wurde 14. und hatte einen dritten Platz als sein bestes Ergebnis.

### 1994–2002
Die Fahrerkombination wurde 1995 mit der Verpflichtung von Michael Andretti und Paul Tracy erneuert. Allerdings hatten die beiden Fahrer zusammen 16 Ausfälle. Michael erreichte einen Sieg, vier Podiumsplätze und drei vierte Plätze und wurde damit Vierter in der Meisterschaft. Auf der anderen Seite gewann Tracy zweimal und kam dreimal auf den zweiten Platz, um die Meisterschaft als Sechster zu beenden.
1996 wurde Tracy durch Christian Fittipaldi ersetzt. Michael gewann fünf Rennen (Nazareth, Milwaukee, Detroit, Road America und Vancouver). Er schied jedoch nach sechs Rennen aus, und im Angesicht der konstanten Ergebnisse von Jimmy Vasser belegte Michael den zweiten Platz in der Meisterschaft. Fittipaldi beendete die Saison als Gesamtfünfter mit drei Podestplätzen und 13 Top-10-Platzierungen.
1997 verwendete das Team Swift-Chassis. Mit einem Sieg in Homestead und vier zweiten Plätzen und einem vierten Platz wurde Michael Achter in der Gesamtwertung. Fittipaldi erreichte unterdessen zwei vierte Plätze und einen sechsten Platz, musste aber wegen einer Verletzung sechs Rennen lang aussetzen und wurde damals durch Roberto Moreno ersetzt.
Michael begann die Saison 1998 mit einem Sieg in Homestead. Er fuhr zu vier zweiten Plätzen, hatte aber auch 8 Ausfälle. Er beendete die Saison als Achter. Während Fittipaldi zwei dritte Plätze und einen vierten Platz belegte und in der Meisterschaft auf Platz 14 lag.
1999 hatte Michael einen Sieg, fünf Podiumsplätze und 9 Top-5-Platzierungen und wurde Vierter in der Gesamtwertung. Drei Plätze hinter ihm lag Fittipaldi, der einen Sieg, vier Podiumsplätze und 12 Top-10-Platzierungen erreichte. Der Brasilianer trat jedoch in fünf Rennen nicht an. Sein Ersatz war wieder Moreno, und er erreichte einen zweiten Platz als sein bestes Ergebnis.
Newman/Haas kehrte 2000 zur Verwendung von Lola-Chassis zurück. Michael gewann zwei Rennen, belegte drei zweite Plätze und zwei vierte Plätze. Allerdings musste er acht Ausfälle hinnehmen und beendete die Meisterschaft auf dem achten Platz. Fittipaldi seinerseits gewann in Fontana und holte zwei dritte Plätze und wurde Zwölfter in der Meisterschaft.
2001 ging er mit Toyota-Motoren an den Start. Cristiano da Matta ersetzte Michael Andretti und holte drei Siege und zwei weitere Podiumsplätze und wurde Fünfter in der Gesamtwertung. Auf der anderen Seite erreichte Fittipaldi einen dritten Platz und vier Top-5-Platzierungen und wurde Fünfzehnter in der Meisterschaft.
Da Matta gewann den Titel 2002 bereits drei Rennen vor Schluss. Er hatte sieben Siege und 11 Podiumsplätze. Während Fittipaldi mit fünf Podiumsplatzierungen Fünfter wurde.

### 2003–2011
Trotz des Weggangs mehrerer CART-Teams in die IndyCar Series zu Beginn des Jahrzehnts beschlossen Newman/Haas, in der CART zu bleiben. 2003 wechselte das Team zu Ford-Motoren, während die Fahrer in dieser Saison Sebastién Bourdais und Bruno Junqueira waren. Junqueira wurde mit zwei Siegen und acht Podiumsplätzen Vizemeister, während Bourdais drei Siege und sieben Podiumsplätze erreichte.
Das folgende Jahr gewann Bourdais sieben Rennen, einen zweiten und zwei dritte Plätze und wurde Meister. Der Zweitplatzierte war sein Teamkollege Junqueira, der zwei Siege und sieben zweite Plätze hatte. Außerdem kehrte Newman/Haas nach neun Jahren beim Indianapolis 500 zurück, mit Junqueira als Fahrer. Der Brasilianer kam als Fünfter ins Ziel.
2005 belegte Junqueira in den ersten zwei Champ-Car-Rennen einen dritten Platz und einen Sieg in Laguna Seca, während Bourdais einen Sieg in Long Beach und einen fünften Platz belegte. Beim Indianapolis 500 setzte Newman/Haas zwei Autos für Bourdais und Junqueira ein. Beide Autos fielen jedoch aus dem Rennen aus und Junqueira erlitt eine Gehirnerschütterung und einen gebrochenen Wirbel, was ihn für den Rest der Saison außer Gefecht setzte. Bourdais gewann fünf weitere Rennen und holte seinen zweiten Champ-Car-Titel. Während Junqueiras Ersatzfahrer, Oriol Servià, mit einem Sieg, sechs Podestplatzierungen und 10 Top-10-Platzierungen den Vizetitel errang.
2006 gewann Bourdais sieben Rennen und erzielte vier weitere Podiumsplatzierungen, womit er seinen dritten Champ-Car-Titel in Folge gewann. Obwohl Junqueira für die gesamte Saison zurückkehrte, errang er keinen Sieg und beendete die Saison auf dem fünften Platz mit drei zweiten Plätzen.
Im Folgejahr, Mike Lanigan stieg als neuer Partner ein, was zu dem Namen Newman/Haas/Lanigan Racing führte. Bourdais erzielte acht Siege, um seinen vierten CART-Titel zu gewinnen. Junqueira wurde durch den 18-jährigen Graham Rahal, den Sohn von Bobby Rahal, ersetzt. Rahal erreichte einen zweiten Platz und drei dritte Plätze und wurde Fünfter in der Meisterschaft. In diesem Jahr gab das Newman/Haas/Lanigan-Team die Fusion mit dem NASCAR-Team Robert Yates Racing bekannt. Die Basis der Champ-Car-Einsätze bleibt Lincolnshire, die NASCAR-Wagen werden in Mooresville, North Carolina, vorbereitet. Das neue Team trägt theoretisch den Namen Yates/Newman/Haas/Lanigan Racing, in den jeweiligen Rennserien werden aber weiterhin die alten Namen benutzt. Aber mit dem Rücktritt von Robert Yates als Besitzer des Teams am Ende der Saison 2007 wurde diese Partnerschaft aufgekündigt.
Mit dem Ende der Champ Cars 2008 wechselte das Team in die IndyCar Series. Fahrer waren hier Justin Wilson und Graham Rahal. Beide gewannen in dieser Saison ein Rennen, Rahal in St. Petersburg und Wilson in Detroit. Im Jahr 2009 fuhr das Team eine solide Saison mit einigen Podiumsplatzierungen. Ein Sieg gelang den Fahrern Graham Rahal und Robert Doornbos allerdings nicht. Doornbos wurde gegen Ende der Saison aufgrund schlechter Ergebnisse gegen den Spanier Oriol Servià ausgetauscht.
Vor der Saison 2010 verlor Graham Rahal sein McDonald’s-Sponsoring und somit auch seinen Platz im Team. So ging man mit nur einem Wagen in die Saison, welcher vom Japaner Hideki Mutoh gefahren wurde. Der Japaner schaffte nur drei 12. Plätze als beste Ergebnisse und beendete die Gesamtwertung auf Platz 18. Gegen Mitte der Saison konnte man wieder einen zweiten Wagen einsetzen, welcher wieder von Graham Rahal pilotiert wurde, wobei er in sechs Rennen einen fünften Platz und fünf Top-10-Platzierungen erreichte.
In der Saison 2011 setzte Newman/Haas zwei Autos ein, eines für Servià vom Saisonauftakt in St. Petersburg und eines für James Hinchcliffe von Barber. Obwohl er keine Rennen gewann, erzielte Servià drei Podiumsplätze und 11 Top-10-Platzierungen und wurde Vierter in der Meisterschaft. Hinchcliffe wurde mit drei vierten Plätzen und Platz 12 in der Gesamtwertung als Rookie of the Year ausgezeichnet.
Vor der 2012er-Saison gab das Team bekannt, aufgrund der wirtschaftlichen Situation für diese Saison keine Autos in der IndyCar-Series an den Start zu bringen.

## Fahrer des Teams

### Champ Car
- Mario Andretti (1983–1994)
- Michael Andretti (1989–1992, 1995–2000)
- Sébastien Bourdais (2003–2007)
- Cristiano da Matta (2001–2002)
- Teo Fabi (1992)
- Christian Fittipaldi (1996–2002)
- Alan Jones (1985)
- Bruno Junqueira (2003–2006)
- Nigel Mansell (1993–1994)
- Roberto Moreno (1997–1999)
- Oriol Servià (2005)
- Paul Tracy (1995)
- Graham Rahal (2007)

### IndyCar Series
- Justin Wilson (2008)
- Robert Doornbos (2009)
- Oriol Servià (2009, 2011)
- Hideki Mutoh (2010)
- Graham Rahal (2008–2010)
- James Hinchcliffe (2011)

## Meisterschaften
| Jahr | Fahrer             |
| ---- | ------------------ |
| 1984 | Mario Andretti     |
| 1991 | Michael Andretti   |
| 1993 | Nigel Mansell      |
| 2002 | Cristiano da Matta |
| 2004 | Sébastien Bourdais |
| 2005 | Sébastien Bourdais |
| 2006 | Sébastien Bourdais |
| 2007 | Sébastien Bourdais |

## Rennspiel
- 1993 erschien ein Spiel von Acclaim Entertainment unter dem Namen „Newman Haas Indy Car feat. Nigel Mansell“ auf dem Super Nintendo.
- 1998 erschien ein Spiel von Psygnosis unter dem Namen „Newman Haas Racing“ für Playstation und PC mit 16 Originalfahrern und 15 Strecken.